# Чжан Юйхань
Чжан Юйхань (6 січня 1995) — китайська плавчиня.
Призерка Чемпіонату світу з водних видів спорту 2015, 2017 років.
Чемпіонка світу з плавання на короткій воді 2018 року.
Переможниця Азійських ігор 2014, 2018 років.